# Better Than a Thousand
Better Than A Thousand war eine Hardcore-Band mit Mitgliedern aus New York und Washington.

## Geschichte
Die Band bestand aus Ray Cappo (dem ehemaligen Sänger der Band Youth of Today), Bassist Graham Land und Schlagzeuger Ken Olden (beide zuvor bei Battery tätig) und dem Gitarristen Jeff Neumann. Für Cappo war Better Than A Thousand ein Nebenprojekt seiner Hauptband Shelter. Er beabsichtigte zu Anfang nur, ein paar Songs mit Freunden aufzunehmen, woraus sich dann jedoch zwei Alben und drei Welt-Tourneen entwickelten. Beide Alben wurden von Schlagzeuger Olden produziert.
Das erste Album war so erfolgreich, dass Cappo rechtliche Probleme bekam: Shelters Label Roadrunner Records verbot ihm die Veröffentlichung eines weiteren Better-Than-A-Thousand-Albums, weil es eine Schmälerung der Marke Shelter befürchtete. Die Band nahm das Album Value Driven deshalb heimlich in Oldens Wohnung auf und verkaufte es unter der Hand auf Konzerten. Nach etwa 5000 so abgesetzten Kopien gelang es Kappo, seine Verträge mit Roadrunner zu lösen, und das Album konnte über Supersoul Records (Vereinigte Staaten) und Epitaph Records (Europa) regulär veröffentlicht werden.
Nach der Veröffentlichung ihres zweiten Albums und einer folgenden Welttournee zug Cappo 1999 nach Kalifornien um, woraufhin sich die Band auflöste. Postum erschienen 2004 und 2020 zwei Kompilationsalben.

## Stil
Klanglich orientierte sich die Band an Youth of Today, wobei sie jedoch einen moderneren Sound hatten. Das Visions-Magazin bezeichnete die Musik der Band als Old-School-Hardcore und New York Hardcore ohne das oft mit diesem Musikstil assoziierte „Proll- und Machogehabe“.

## Diskografie
- 1997: Just One (Revelation Records)
- 1998: Value Driven (Epitaph Records)
- 1998: Split-EP mit Face of Change und 28 Days (DEA)
- 1998: Self Worth (EP, Grapes of Wrath)

### Kompilationen
- 2004: Discography (Super Soul Records)
- 2020: We Must Believe (End Hits Records)